# Reed Ridge
Reed Ridge är en bergstopp i Antarktis. Den ligger i Västantarktis. Inget land gör anspråk på området. Toppen på Reed Ridge är 2 406 meter över havet.
Terrängen runt Reed Ridge är kuperad österut, men västerut är den platt. Trakten är obefolkad. Det finns inga samhällen i närheten.